# C35 (Namibië)
De C35 is een secundaire weg in het noordwesten van Namibië. De weg loopt van Henties Bay via Uis, Khorixas en Kamanjab naar de grens met Angola bij Ruacana. In Angola loopt de weg als EN110 verder naar Lubango.
De C35 is 606 kilometer lang en loopt door de regio's Erongo, Kunene en Omusati.